# Paul Kont
Paul Kont (Wenen 19 augustus 1920 – aldaar, 26 december 2000) was een Oostenrijkse componist, muziekpedagoog en dirigent. Hij wordt beschouwd als uitvinder van de zogenaamde "derde tonaliteit".  

## Levensloop

### Opleiding
Kont studeerde in 1939 en 1940 aan het Konservatorium Wien GmbH - Privatuniversität bij Vittorio Borri (viool) en bij Hans Nast (piano). Gedurende de Tweede Wereldoorlog deed hij dienst in het leger en was ingezet in Polen, Rusland en het voormalige Joegoslavië. Van 1945 tot 1949 studeerde hij aan de Akademie für Musik und darstellende Kunst in Wenen bij Josef Krips, Hans Swarowsky (orkestdirectie) en Josef Lechthaler (compositie). Verder studeerde hij privé bij Josef Polnauer (muziekanalyse). Verdere studies maakte hij tijdens de Darmstädter Ferienkurse in 1951 bij onder andere Wolfgang Fortner. Daarnaast studeerde hij in 1951 en 1952 in Parijs compositie bij Darius Milhaud, Olivier Messiaen en Arthur Honegger.

### Muziekpedagoog
Van 1969 tot 1980 was hij docent voor compositie en audiovisuele media aan de Hochschule für Musik und darstellende Kunst Wien. In 1980 werd hij tot professor benoemd.

### Componist en dirigent
Hij werkte als freelance componist en dirigent in Wenen en schreef werken voor vele genres. Kont ontving verschillende prijzen en onderscheidingen, zoals de Förderungspreis der Stadt Wien (1951), de 1e prijs van de Wiener Volksoper (1958), de prijs van de Wiener Kunstfonds (1960 en 1967), de Oostenrijkse staatsprijs voor muziek (1964), de UNDA-prijs van de Internationale rooms-katholieke vereniging voor radio en televisie in Monte Carlo (1967), de muziekprijs van de stad Wenen (1975), de Würdigungspreis des Österreichischen Bundesministeriums für Unterricht und Kunst (1976), de gouden eremedaille van de stad Wenen (1986) en het Österreichisches Ehrenzeichen für Wissenschaft und Kunst 1e klas (1987). Hij is in een eregraf op de centrale begraafplaats Zentralfriedhof in Wenen begraven.

### "Derde tonaliteit"
Bijna geen andere componist van de recente Oostenrijkse muziekscene is met zulke contrasterende opvattingen begenadigd als Paul Kont. Na de Tweede Wereldoorlog oriënteerde Kont zich - in tegenstelling tot vele van zijn tijdgenoten - niet aan Paul Hindemith, of in geringere mate aan Anton Webern en Igor Stravinsky, maar ontwikkelde een van de piano-improvisatie afgeleide stijl, de zogenaamde fase van de "vastgehouden (of gevangene) improvisatie". Gedurende zijn latere jaren van studie volgde in 1947 de ontwikkeling van de "complexe techniek", waarin de individuele stemmen onafhankelijke beweging ervaren en alleen in metrisch en tonaal gevestigde complexen samen komen. Doordat hij ook de dodecafonie bestudeerde, kwam hij vanaf 1951 terecht in een contra-positie van de seriële muziek en werkte met "statistieke waarden". Hierbij is het essentieel dat door de verdeling van tonen en parameters een harmonisch zinvol resultaat wordt bereikt, waarbinnen vrije ontwikkelingen mogelijk moeten zijn. De belangrijkste hervorming is uiteindelijk de in 1963 gedane ontwikkeling van de derde tonaliteit (of "ruime/breedte" of "Nieuwe tonaliteit").
Paul Kont zelf becommentarieerde het als volgt:

Ik zag dat de seriële techniek, die in buiten-muzikale gebieden uitloopt, geen ontwikkeling is, terwijl ik zelf weliswaar niet conservatief ben, maar eigenlijk betracht ik alle innovatie als een ontwikkeling van de traditie. Omdat de "tweede tonaliteit" - de periode vanaf Das wohltemperierte Klavier tot Antonín Dvořák - toch enigszins met de klassieke moderne haar einde gevonden heeft, en ik nooit voor de oude tonale muziek was, en echter altijd verderop wilde gaan, heb ik geconstateerd, dat na de eerste tonaliteit - Kerk-tonaliteit - en tweede tonaliteit als organische ontwikkeling een derde of nieuwe of ruime tonaliteit moest komen.
In Konts "derde tonaliteit" worden geen harmonische functie stappen gezet, maar de individuele stemmen diatonisch in reine intervallen gedeeltelijk wijdverbreid uit elkaar gevoerd, en het zo in de veelstemmigheid tot vaak irreële samenklanken voert. De in zijn boek Antiorganikum beschreven theorie is in de muzikale omzetting het meest terug te vinden in zijn oratorium Vom Manne und vom Weibe. De latere werken van Kont kan men als synthese van de verschillende hervormingsstappen beschouwen.

## Composities

### Werken voor orkest

#### Symfonieën
- 1956-1965: - Strijkerssymfonie
- 1974-1980: - La Symphonie
- 1979: - Symfonie nr. 1
- 1979-1980: - Sinfonia
- 1980: - Symfonie nr. 5
- 1981: - Symfonie nr. 3
- 1983: - Symfonie nr. 2 "Den Toten", voor sopraan, gemengd koor en orkest - tekst: Latijnse ritus en Friedrich Hebbel
- 1983: - Symfonie nr. 4 "Den Liebenden", voor tenor, vrouwenkoor en orkest - tekst: Der von Kürenberg
- 1986: - Drie kleine symfonieën
  1. Sinfonia alla Serenata
  2. Bauernsymphonie
  3. Symphonie in moll

#### Concerten voor instrumenten en orkest
- 1950-1969: - Concertant triptiek "Amores"
  1. Amores pastorales duet voor hobo, klarinet en strijkorkest
  2. Amores infelices sonate voor piano en strijkorkest
  3. Amores bellatores cassatie voor hobo's, hoorns, pauken en strijkorkest
- 1956: - Concertino des Enfantes, voor piano en klein orkest
- 1960: - Concert, voor cello en orkest
- 1964: - Concerten, voor koperblazers en strijkorkest
- 1966-1973: - Divertimento, voor trompet en klein orkest
- 1973: - Kurzkonzert (Kort concert), voor klarinet en orkest
- 1973: - Der Raucher, voor cello en strijkorkest
- 1974: - Concert, voor basklarinet (of fagot) en orkest
- 1976-1977: - Mediterrane Harmonien, voor contrabas en orkest
- 1977: - Concert 1977, voor piano en orkest
- 1979: - Sinfonia und Sinfonina, voor contrabas en orkest
- 1980: - Concertino, voor orgel en strijkorkest
- 1983: - Concert, voor slagwerk en orkest
- 1987: - Concert, voor altsaxofoon en klein orkest
- 1989: - Drie kleine pianoconcerten
  1. Hommage à Mozart
  2. Hommage à Brahms
  3. Hommage à Prokofiew
- 1991: - Concertante symfonie, voor baritonsaxofoon en strijkorkest
- 1993: - Barock-Suite, voor pauken en strijkorkest
- 1996: - Kamerconcert, voor dwarsfluit, klarinet, hoorn en strijkorkest

#### Andere werken voor orkest
- 1946-1949: - Ouvertüre in A majeur
- 1946-1951: - Drei Tanzskizzen
- 1956: - Komplex E
- 1956-1975: - 3 ernste Stücke, voor strijkorkest
  1. Epilog zu Stalingrad
  2. Memorial für Karl Schiske
  3. Elegie auf die vergangene Zwölftonmusik
- 1957: - Donauballade
- 1971: - Suite
  1. Präambel
  2. Jokus
  3. Pavane auf den Tod von Igor Strawinsky
  4. Rondell
- 1971-1972: - Partita um D
- 1972: - Orchester-Suite tot het toneelstuk "Libussa"
- 1976-1977: - Drei Alt-Österreicher Märsche
- 1982: - Sonata und Variationen
- 1982: - Sinfonietta
- 1984: - Sonatine, voor orkest
- 1984: - Concert, voor orkest
- 1984: - Sonate, voor orkest
- 1985: - Sache für Musikanten
- 1985: - Drei slawische Tänze
- 1985: - König der Letzte, drie orkestschetsen
- 1987: - Regeriana
- 1988: - Miss Lyss Nausick, voor kamerorkest
- 1989: - Serenade, voor strijkorkest
- 1992: - Cronica Hungarica
- 1994: - Sequenzen

### Werken voor harmonieorkest
- 1986: - Concert, voor viool, 10 houtblazers en 7 pauken
- Ekloge, symfonie voor blazers
- Schicksalsstunden Europas, voor harmonieorkest

### Muziektheater

#### Opera's
| Voltooid in | titel                                                | aktes       | première                                                | libretto                                                                            |
| ----------- | ---------------------------------------------------- | ----------- | ------------------------------------------------------- | ----------------------------------------------------------------------------------- |
| 1950        | Indische Legende                                     |             | 1951 Oostenrijkse omroep ORF, toneelversie: 1954, Wenen | Jörg Mauthe                                                                         |
| 1953-1966   | Inzwischen                                           |             | 5 januari 1967, Wenen                                   | van de componist, naar W.H. Auden "For the Time Being. A Christmas Oratorio"        |
| 1957-1960   | Lysistrate                                           | 3 bedrijven | 1961, Dresden                                           | van de componist, naar de komedie van Aristophanes Duitse vertaling: Ludwig Seegers |
| 1958        | Traumleben                                           | 2 bedrijven | 22 december 1963, Salzburg                              | Jörg Mauthe, naar Franz Grillparzer "Der Traum ein Leben"                           |
| 1959        | Peter und Susanne oder Die österreichische Schwermut |             | 26 juni 1959, Wenen                                     | Gerhard Fritsch en de componist                                                     |
| 1975-1976   | Plutos                                               |             | 7 februari 1977, Klagenfurt                             | van de componist, naar de komedie van Aristophanes                                  |
| 1988        | Walpurgisnacht - Oper für Schauspieler               |             |                                                         | Ernst A Ekker, naar de gelijknamige roman van Gustav Meyrink                        |

#### Balletten
| Voltooid in | titel | aktes | première | libretto | choreografie |
| ----------- | --- | ----- | -------- | -------- | ------------ |
| 1967        | Italia Passata                                                                                                   |       |          |          |              |
| 1978        | Komödie der Unart                                                                                                |       |          |          |              |
| 1980-1982   | Il Ballo del Mondo - 1. Roma - La notte 2. Il Mare - La mattina 3. La Terra - Il pomeriggio 4. Venezia - La sera |       |          |          |              |
| 1984        | Arkadien |       |          |          |              |
| 1984        | K |       |          |          |              |

#### Toneelmuziek
- 1950 Amores Pastorales, kamerdansspel - tekst: Hanna Berger
- 1952 Die traurigen Jäger, kamerdansspel voor 3 dansers en 7 muzikanten - tekst: van de componist
- 1955 Annoncen, kamerdansspel - tekst: Hanna Berger
- 1963 Und der Engel sprach..., beeld- en dansspel - tekst: Hans Aurenhammer
- 1966 Celestina, muzikaal toneelstuk - tekst: Carlo Terron en Karl Paryla, naar Fernando de Rojas
- 1971 Libussa, feestspel voor het Grillparzer-jubileum - tekst: E. A. Ekker naar Franz Grillparzer

### Vocale muziek

#### Oratorium
- 1964: - Vom Manne und vom Weibe, oratorium voor alt, gemengd koor (SSATTB), 2 trompetten, 4 hoorns, 3 trombones en tuba - tekst: Josef Weinheber

#### Cantates
- 1964: - Das Österreichische Jahr, solocantate - tekst: Josef Weinheber

#### Werken voor koor
- 1974: - Laudes Mariae, voor 24-stemmig gemengd koor, 2 trompetten en 2 trombones

#### Liederen
- 1936-1986: - Vier empfindsame Lieder, voor middenstem, altviool en piano
- 1941: - Lysa Gora, vijf herinneringen aan Poolse volksliederen voor middenstem en piano 
  1. Morgen
  2. Versommer
  3. Die Witwe
  4. Der alte Bauer
  5. Sonntag in Stabucewidze
- 1944-1977: - Das Wiener Jahr, 4 liederen voor middenstem en piano - tekst: Josef Weinheber
- 1944-1977: - Das reine Gedicht, 10 liederen voor middenstem en piano - tekst: Josef Weinheber
- 1944-1980: - Drei Modell-Lieder, voor zangstem en piano - tekst: Conrad Ferdinand Meyer, Walther von der Vogelweide, Friedrich Hölderlin
- 1944-1982: - Kammermusik, voor zangstem en strijkkwartet - tekst: Josef Weinheber
- 1944-1988: - Vier deutsche Ritornelle, voor bariton en orkest
- 1947-1956: - Eichendorff - B - tekst: Joseph von Eichendorff
  1. Wanderschaft - 7 gezangen voor bas en piano
  2. Lebensblick - 3 romances voor bas-bariton en piano
  3. Tagebuch - 9 lichte liederen voor bariton en piano
  4. Spielgesang - 5 romantische liederen voor tenor en piano
- 1947-1976: - Eichendorff - A - tekst: Joseph von Eichendorff

30 liederen voor alt en piano 
30 liederen voor tenor en piano 
10 liederen voor mezzosopraan en piano 
12 liederen voor bariton en piano 
8 liederen voor sopraan en piano
6 liederen voor bas en piano
- 1948: - 3 Oden - tekst: Josef Weinheber
  1. Mit halber Stimme voor alt en cello
  2. Klage um den Freund voor mezzosopraan met dwarsfluit, cello en piano
  3. Abschied von den Dingen des Dichters voor sopraan en dwarsfluit
- 1948: - Fünf Wiener Lieder, voor lage zangstem en piano - tekst: Josef Weinheber
- 1948-1975: - Albumblätter, voor zangstem en piano - tekst: Theodor Storm
  1. 7 liederen voor bariton en altviool
  2. 14 liederen voor bariton en piano
  3. 21 liederen voor bariton, altviool en piano
- 1950: - 5 Lieder, voor tenor en piano - tekst: Theodor Storm
- 1964: - 5 Gesänge, voor bariton en cello - tekst: Josef Weinheber
- Zes gekozen liederen, voor hoge zangstem en piano - tekst: Joseph von Eichendorff
  1. Im Walde
  2. Nachklänge
  3. Nachtgruß
  4. Die Stille
  5. An die Waldvögel
  6. Abschied

### Kamermuziek
- 1945-1962: - Kleines Konzert, voor dwarsfluit en gitaar, op. 61
- 1946: - Triptychon, voor viool en piano
- 1946: - Partita minima, voor blokfluit en altviool
- 1946: - Drei italienische Skizzen, voor dwarsfluit en altviool
- 1946: - Suite über E majeur, voor blaaskwintet
- 1946: - Concerto piccolo, voor dwarsfluit en altviool
- 1946-1948: - Divertimento, voor dwarsfluit, hobo, klarinet, fagot en piano
- 1947: - Abälard und Heloise, voor dwarsfluit en altviool
- 1947: - Blaaskwartet (nr. 1), voor hobo, klarinet, basklarinet en fagot
- 1947: - Von einer neuen Zeit, voor spreker(in), blokfluit en altviool
- 1947: - Divertissement, voor klarinet en piano
- 1947: - George und Frédéric, voor hobo en cello
- 1947: - Sonate, voor klarinet en piano
- 1947: - Trio 1948, voor dwarsfluit, harp en cello
- 1947: - Divertimento, voor viool, altviool en cello
- 1950: - Spanische Skizzen, voor viool en piano
- 1950: - Ballade, voor altviool en gitaar
- 1952: - Die traurigen Jäger, voor dwarsfluit, 2 hoorns, pauken, 2 violen en contrabas
- 1952/1981: - Daphnis und Chloe, voor viool en klarint
- 1954: - La Porta, voor klarinet, 2 hoorns en fagot
- 1954: - Drei Erinnerungen, voor 2 violen
- 1954: - Musica Montana, voor dwarsfluit en hobo (ook voor dwarsfluit, hobo en fagot)
- 1954-1982: - Blaaskwartet nr. 3, voor dwarsfluit, hobo, klarinet en fagot
- 1955: - Bukolika, voor hobo, althobo en fagot
- 1955: - Divertimento, voor hobo, klarinet en fagot
- 1955: - Synthesen, voor althobo en fagot
- 1955: - Kantate, voor viool (solo), piccolo, esklarinet, althobo, basklarinet en contrafagot
- 1955-1961: - Fünf Wiesenstücke, voor cello en piano
- 1956: - Tafelmusik, voor hobo, fagot, trompet, trombone en pauken
- 1956: - Kubus-Kantate-Kontonie, voor viool en piano
- 1960: - Blaaskwartet nr. 2, voor hobo, klarinet, hoorn en fagot
- 1960: - Quintett in memoriam Franz Danzi, voor blaaskwintet
- 1965: - Sonate, voor viool en piano
- 1966: - Im Weinland, voor klarinet, viool, cello en piano
- 1966: - Ein Sommerspiel, serenade voor klarinet, fagot, viool, altviool en contrabas
- 1968: - Blaaskwartet nr. 4, voor trompet, hoorn, trombone en tuba
- 1969: - Zyklus, voor strijkkwartet
- 1971: - Feldstücke, voor piccolo, esklarinet, althobo, contrafagot en piano
- 1971-1995: - Schritte zum Paradies, zes stukken in progressieve bezetting
- 1973: - Kleine Polyphonie, voor 2 klarinetten
- 1973-1974: - Eklogen, voor 2 hobo's en althobo
- 1973-1976: - FINIS AUSTRIAE, herinneringen voor strijkkwartet naar schetsen vanuit de jaren 1936 tot 1942
  1. Jugend, 1936
  2. Innsbruck, 1939
  3. Znaim, 1940
  4. Wien, 1941
  5. Ins Dunkel, 1942
- 1978: - Musica marina, voor 2 violen
- 1979: - Sonate, voor viool, kleine trom en tenortrom
- 1979: - Sonate, voor altviool en piano
- 1982: - Partita, voor 2 dwarsfluiten, 2 hobo's, 2 klarinetten en 2 fagotten
- 1984: - Drei Ritterstücke, voor fagot en piano
- 1985: - Drei Doppel-Romanzen, voor viool, altviool en cello
- 1988: - Kammertanzsuite, voor saxofoonkwartet
- 1988: - Five Sketches, voor saxofoonkwartet
- 1990: - Die zärtlichen Kinder, voor dwarsfluit, hobo, trombone, accordeon en altviool
- 1992: - Four and a half Very Old Dances, voor 4 fagotten
- 1993: - Röttinger Festspiel-Fanfare, voor trompet en trombone
- Concert, voor viool, cello, klarinet, basklarinet en piano

### Werken voor orgel
- 1946: - Trio-Toccata
- 1948: - Duo-Toccata
- 1992: - Terzette
- 1992: - Symphonien
- 1998: - Kleine Weihnachtsmusik

### Werken voor piano
- 1946-1965: - 7 Sonates
- 1946: - Heptameron, voor piano vierhandig
- 1946-1987: - Vier Wenigtonstücke, voor 2 piano's
- 1947-1981: - Zwei Italienische Suiten, voor 2 piano's
- 1948-1975: - Palais-Royal
- 1950: - Europäische Tänze
- 1953-1990: - Löwenspiele, serenade voor piano vierhandig
- 1964: - Schwedische Mazurken
- 1973: - Diwan
- 1996: - Klein concert "Hommage à Brahms", voor 2 piano's
- 1996: - Klein concert "Hommage à Prokofiev", voor 2 piano's

### Werken voor klavecimbel
- 1994: - Eine Sinfonie in Dur

## Publicaties
- Antianorganikum - Beobachtungen zur neuen Musik, Wien, München: Verlag Doblinger, 1967. 92 p.